# Serhii Korovayny
Serhii Korovayny  (nascido em 1995) é um fotojornalista ucraniano. Ganhou notoriedade pelo seu trabalho ao reportar sobre a guerra russo-ucraniana . Ele colaboradora frequentemente com o Wall Street Journal e o seu trabalho foi apresentado em inúmeras publicações e organizações, como a Time Magazine, National Geographic, e as Nações Unidas .
Korovayny recebeu, em 2022, o Prémio James Foley de Reportagem de Conflito.
Antes da guerra, trabalhou maioritariamente em jornalismo documental ambiental na Ucrânia.
Korovayny obteve uma bolsa Fulbright e completou um mestrado em Fotografia na Universidade de Syracuse .